# Angolkürt (regiszter)
Angolkürt – orgonaregiszter. Német megfelelője a „Kopftrompete”, a francia nyelv „Cor anglais” néven ismeri. A romantika kora óta ismert regiszter, alkalmazta a német és a francia romantika is. Kizárólag 8’ és 4’ magasságban készül, anyaga fém; alakja szétterjedő tölcsér;hangja telt, világos és átható.